# Ihsan Ali Al-Shehbaz
Ihsan Ali Al-Shehbaz, né le 1er juillet 1939 en Irak, est un botaniste irakien naturalisé américain.

## Biographie
Titulaire d'une licence en Sciences de l'université de Bagdad (1962), il poursuit ses études aux États-Unis, obtenant une maîtrise en 1969, puis un doctorat en 1973 de l'université Harvard.
De 1973 à 1977, il est professeur assistant et directeur de l'herbier de l'université de Bagdad. De 1978 à 1981, il occupe les mêmes postes à l'université de Souleimaniye. Il est alors recruté par l'arboretum de l'université Harvard, où il est assistant de recherche jusqu'en 1990. Depuis 1990, il est conservateur du Jardin botanique du Missouri, et enseigne au département de la botanique asiatique depuis 2001. 
Spécialiste des Brassicacées, il a décrit dix nouveaux genres de plantes et près de 400 espèces, dont 70 encore inconnues.